# Slam Dunk Contest 2004
Le Slam Dunk Contest 2004 NBA a eu lieu à Los Angeles, au Staples Center, lors du NBA All-Star Weekend 2004.

## Participants
- Ricky Davis (Boston Celtics) (2e participation)
- Chris Andersen (Denver Nuggets) (1e)
- Fred Jones  (Indiana Pacers) (1e)
- Jason Richardson (Golden State Warriors) (3e, et double tenant du titre)

## Déroulement et scores
Le Slam Dunk Contest 2004 s'est inscrit dans la lignée des compétitions précédentes, les compétiteurs accomplissant des dunks assez conventionnels. Une action d'éclat sort évidemment du lot, le mythique between-the-legs-dunk accompli par Jason Richardson, après rebond sur la planche. Durant ce contest, Ricky Davis, Jason Richardson et Fred Jones ratèrent chacun une de leurs tentatives. 
La dernière tentative de Richarsdon (si elle avait abouti...) aurait sans doute été époustouflante : un 360° à une main lors duquel le joueur des Warriors tenta de rentrer son bras dans le panier tel Vince Carter lors du Slam Dunk Contest 2000.
Premier Round
- Jason Richardson, 95 (45-50)
- Fred Jones, 92 (50-42)
- Chris Andersen, 88, éliminé (42-46)
- Ricky Davis, , 76 éliminé (45-31)

Finale
Fred Jones (50-36) bat Jason Richardson, 86-78

## Classement
1. Fred Jones
2. Jason Richardson
3. Chris Andersen
4. Ricky Davis